# Зеб-ун-Ніса
Зеб-ун-ніса (з перс. "найкрасивіша з жінок", 1637-1702) - відома індійська поетеса, донька Аурангзеба, імператора з династії Великих Моголів. Мала псевдо "Махбі" ("таємний").

## Життєпис
Народилася у Делі родині імператора Аурангзеба та Делраз Бану, з перської династії Сафіїдів. Зеб-ун-ніса отримала гарну освіту. Спочатку вивчала Коран з вчителькою Маріам. Інший вчитель Мухамад Саїд Ашраф Мазандарі вчив її філософії, астраномії та літературі. Вона чудово володіла перською та арабськими мовами, урду. У 14 років (1651 рік) вона вперше написала вірш перською мовою Але це робила таємно з огляду на те, що її батько не любив поезію. Один з вчителів Зеб-ун-ніси - Устад Баяз - підтримав її та допомагав з навчанням із складання віршів. 
Коли Аурангзеб став імператором (1658), то став також запрошувати Зеб-ун-нісу на раду з державних та інших питань, засвідчуючи цим великі знання та вміння доньки. Вона також продовжувала займатися поезією. Складала вірші лише перською мовою. Всі її вірші засновані на суфійській любові до Бога. найулюбленішою поетичною формою була газель. За деякими даними в її доробку близько 15 тисяч віршів, які зібрані у декілька книг.
Наприкінці життя була запроторена у вежу, де й жила до скону. Померла Зеб-ун-ніса у 1702 році у Делі.

## Твори
- Диван. Складається з 5 тисяч віршів.
- Моніс-ульРох.
- Зеб-уль Моншаат.
- Зеб-уль-Тафасір